# Felicity Montagu
Felicity Montagu (* 12. September 1960 in Leeds) ist eine britische Schauspielerin.
Montagu spielt meist von schwarzem und trockenem Humor geprägte Rollen, etwa als Anführerin einer mafiösen Hausfrauen-Gang in Suburban Shootout oder als Lehrerin Miss Adolf in Hank Zipzer. Montagu tritt auch in Sendungen von BBC Radio und verschiedenen Theaterproduktionen auf, unter anderem 2013 zusammen mit Rowan Atkinson.

## Filmografie (Auswahl)
- 1988–1991: Alexei Sayle’s Stuff (TV-Comedy-Serie)
- 1993–1995: Health and Efficiency (TV-Comedy-Serie)
- 1997–2002: I’m Alan Partridge (TV-Comedy-Serie)
- 2001: Bridget Jones – Schokolade zum Frühstück
- 2004–2005: Nighty Night (TV-Serie)
- 2005: The Queen’s Sister (TV-Film)
- 2006: Confetti
- 2006–2007: Suburban Shootout – Die Waffen der Frauen (TV-Comedy-Serie)
- 2007: I Want Candy
- 2014–2016: Hank Zipzer (TV-Comedy-Serie)
- 2016: Brief Encounters (Fernsehserie, 6 Episoden)
- 2021: Censor
- seit 2023: Beyond Paradise